# Contea di Ningling
La contea di Ningling (宁陵县S, Nínglíng XiànP) è una contea della Cina, situata nella provincia di Henan e amministrata dalla prefettura di Shangqiu.